# Campoplex raschkiellae
Campoplex raschkiellae là một loài tò vò trong họ Ichneumonidae.